# Audition des Beatles chez Decca
L’audition des Beatles chez Decca est un épisode célèbre de l’histoire du groupe britannique, se rapportant à leur tentative, soldée par un échec, de conclure un contrat professionnel avec ce prestigieux label de musique. À la suite d’une audition à Londres le 1er janvier 1962 (leur batteur est alors Pete Best), la maison Decca n’est pas convaincue et refuse d’engager les Beatles, qui finiront par signer chez un label concurrent, Parlophone, une division d’EMI.
L’ensemble des enregistrements issus de ces séances constituent les Bandes Decca, qui circulent depuis lors sous forme de disques pirates, et dont certains extraits se sont finalement retrouvés sur la compilation Anthology 1 publiée en 1995.

## Historique
Fin 1961, Brian Epstein devient agent des Beatles,. Dès lors, le nouveau manager va chercher à faire signer un contrat d’enregistrement au groupe de Liverpool, encore inconnu au-delà du Merseyside. Les grandes compagnies discographiques étant concentrées à Londres, Epstein s’y rend. Il rencontre en route Mike Smith, le directeur artistique de la maison de disques Decca, et le convainc de venir entendre le groupe au Cavern Club de Liverpool. Impressionné par ce qu'il entend et par la réaction de la foule face à leur prestation, il accepte de les auditionner. Le 1er janvier 1962, les Beatles, pour la première fois à leur nom, enregistreront dans un studio professionnel.
Les Beatles arrivent à Londres de Liverpool le 31 décembre après un voyage qui a pris près de onze heures, à cause des conditions routières exécrables, visitent le Trafalgar Square pour assister à la traditionnelle cérémonie du nouvel an qui se déroule dans un froid sibérien, pour finalement se diriger vers leur hôtel, exténués de leur journée. En ce matin du jour de l'an le plus froid depuis 1887, Epstein et les Beatles, toujours avec Pete Best comme batteur, se rendent aux studios Decca, situés sur Broadhurst Gardens à West Hampstead dans la banlieue nord de la capitale anglaise, convoyés par Neil Aspinall, leur « manager » de tournée. La séance devait débuter à 10 heures mais le producteur Mike Smith arrive avec une heure de retard. Le groupe a avec lui ses amplificateurs de scène, mais ceux-ci se révèlent inadéquats du fait du bourdonnement qu'il génèrent. Les Beatles doivent donc brancher leurs guitares dans l'équipement du studio et, avec Pete Best derrière des écrans d'isolement pour atténuer le son de la batterie dans les microphones, la tonalité et l'ambiance créées modifient sensiblement leur son habituel. Qui plus est, la température dans le studio est inconfortablement basse et le groupe est très nerveux, ce qui se perçoit à sa performance. Ils interprètent, en un peu plus d’une heure, quinze titres — des classiques du rock, des chansons traditionnelles et trois chansons originales, toutes de leur répertoire de cette époque. Les trois guitaristes s'occupent du chant principal sur quelques chansons, comme c'est alors le cas lors de leurs représentations sur scène, Paul McCartney prenant ce rôle sur sept titres, George Harrison sur quatre et John Lennon sur trois. Hello Little Girl est chantée en duo par John et Paul.
Mike Smith est enthousiaste et leur promet une réponse prochaine. Pourtant, il faut attendre le mois de mars pour que Brian Epstein soit de nouveau convoqué à Londres, pour apprendre que l’audition en question s’est soldée par un échec. Il tente de convaincre Beecher Stevens et Dick Rowe, deux responsables importants de Decca, de donner au groupe une seconde chance, mais ceux-ci ne veulent pas des Beatles. En désespoir de cause, il fait même une promesse d'achat portant sur 3 000 copies à l'équipe des ventes du label ; si cette offre avait atteint les oreilles de Rowe, il aurait vraisemblablement fait signer le groupe. Tout de même, Epstein ne quitte pas Decca les mains vides ; il obtient le droit de garder les enregistrements qu'il pourra alors présenter à des producteurs potentiels. Il fait transférer les enregistrements sur disques 78 tours dans le magasin de disque HMV de Londres où le technicien Jim Foy est impressionné par ce qu'il y entend. Celui-ci contacte Sid Coleman de l’agence de publication de musique Ardmore and Beechwood qui, avec l'enregistrement de la chanson Like Dreamers Do, deviendra la clé pour entrer chez EMI.
Dick Rowe lui-même n'était pas présent à l'audition, étant occupé avec le groupe Brian Poole and the Tremoloes. C'est ce groupe, basé à Londres, qui se verra offrir un contrat par la société Decca et remportera quelques succès par la suite avec, entre autres, les reprises Do You Love Me (en) et I Want Candy.
Dans la foulée de cet essai sans suite chez Decca, les Beatles repartent, le 11 avril, à Hambourg, pour un contrat de sept semaines au Star-Club.  Il semble ironique que, le 23 avril 1962, le label américain Decca publie le 45 tours My Bonnie / The Saints, mais il n'y a plus d'affiliation entre les compagnies britannique et américaine depuis la fin de la guerre. Ce single, initialement publié en Allemagne en 1961, crédité à Tony Sheridan and The Beat Brothers, fut à l'origine celui qui fit découvrir les Beatles à Brian Epstein. 
C'est donc grâce à l'enregistrement de la chanson Like Dreamers Do, à son retour d'Allemagne, que le groupe signe un contrat avec EMI le 6 juin 1962. Le même jour, il effectue sa première séance d'enregistrement aux studios EMI d’Abbey Road par George Martin, patron du label Parlophone assisté de Ron Richards qui gère la séance. Ce dernier est insatisfait du jeu du batteur et à la suite d'un commentaire dans ce sens fait par Martin le groupe fait rapidement appel à Ringo Starr, et la suite fait partie de l'histoire du rock.
Il est à remarquer que, hormis Money et Till There Was You, qui seront reprises en 1963 sur leur second album, With the Beatles, et l'inédite Bésame Mucho, les chansons jouées lors de l'infructueuse audition ne seront pas réenregistrées par les Beatles aux studios d'Abbey Road. Cependant, certaines continueront à être interprétées sur scène et dans les studios de la BBC comme en témoignent les enregistrements désormais officiels.
Un des deux rubans originels, indiqué « 2 », qui contient 7 chansons et qui se trouvait dans la collection personnelle de Brian Epstein, a été mis aux enchères le 6 décembre 2019 par la firme Sotheby's. Évalué entre 50 000 et 70 000 £, le ruban a finalement été adjugé 65 000 £, le 13 décembre. La bobine marquée numéro 1 est aujourd'hui disparue. Un ruban magnétique contenant ces quinze chansons a été retrouvé dans une boutique de disques à Vancouver en mars 2025. Cette bobine a été obtenue en 1968 ou 1969 par Jack Herschorn, propriétaire des studios Can-Base (en), reçu d'un producteur londonien bien connu, afin de possiblement en faire un album pirate pour le marché canadien. Herschorn, qui préfère taire le nom de ce producteur, a la certitude que c'est une copie de première génération du master et qui possède du ruban non magnétique entre les pistes. Il décide de ne pas en faire la contrefaçon. Plusieurs années plus tard, Bob Frith, propriétaire de Neptoon Records, achète cette bobine croyant qu'elle ne contenait qu'un bootleg amateur d'enregistrements du groupe. Ce trésor a longtemps dormi dans sa boutique jusqu'à récemment où, à sa première écoute, il s'aperçoive qu'elle est une copie de grande qualité de l'audition de Decca. N'ayant pas les droits de la publier, il verra ce qu'adviendra de cette trouvaille.

### Raisons du refus
Le célèbre refus de Decca de signer un contrat avec les Beatles est resté longtemps incompréhensible et son directeur artistique, Dick Rowe, y a gagné un surnom pour la vie : « The man who turned down The Beatles » (« L’homme qui rejeta les Beatles »). On lui prête aussi ces paroles à l’adresse du jeune manager du groupe : « Retournez à Liverpool, M. Epstein, les groupes à guitares vont disparaître ».
Autre raison du refus de Decca : l’inclination de cette maison de disques à vouloir signer avec des groupes londoniens. Decca hésitait d’ailleurs entre les Beatles et The Tremoloes, une autre formation venue d’un quartier ouvrier de l’East End. Les propos de Dick Rowe permettent de mieux comprendre ce choix : « Nous avions décidé qu’il était préférable de prendre un groupe local de la banlieue de Londres. Nous pouvions travailler avec lui plus facilement et avoir un contact plus étroit puisqu’il venait de Dagenham. »
La musique du groupe est hésitante et le répertoire peu ambitieux, même si l’interprétation de standards du rock 'n' roll est une pratique normale et courante. D’après l'attaché de presse du groupe (de 1962 à 1968) Tony Barrow (en), dans son livre John, Paul, George, Ringo And Me, Brian Epstein voyait Decca comme une « entreprise de classe » et a donc suggéré au groupe de minimiser son style rocker, l'énergie des futurs Fab Four en devenant par conséquent moins évidente.
Finalement, un seul directeur artistique sur la place londonienne décèlera ce potentiel, cette originalité, ces promesses créatives que les autres n’ont pas vues : leur futur producteur George Martin.
Le refus de Decca s’explique aussi par le fait que les modes changent vite au début des années 1960, et que les stratégies commerciales des maisons de disques sont fondées sur des succès éphémères ; elles sont persuadées que le « beat » a vécu et qu’il va être remplacé par une musique dansante venue d’Amérique : le twist. Le triomphe du « Merseybeat » de Liverpool est un phénomène inattendu dans le monde très londonien du show business.
Un an après le refus de Decca, Dick Rowe fait partie d'un jury de jeunes talents aux côtés de George Harrison. Il lui indique qu'on ne cesse de lui reprocher sa bévue. Harrison lui recommande alors d'aller au Marquee Club voir un groupe appelé les Rolling Stones. Cette fois, la firme Decca ne rate pas le coche et connaîtra le succès avec cet autre groupe phare des années soixante. Dick Rowe engage le groupe sur son label, et son premier succès au hit parade sera une chanson offerte par Lennon/McCartney en visite aux studios lors d'une séance : I Wanna Be Your Man.

## Chansons présentées
La liste ci-dessous présente les chansons jouées par le groupe lors de leur audition, mais l’ordre de leur enregistrement est inconnue. Les enregistrements marqués d'un astérisque ont été inclus sur l’album Anthology 1.
|    | Titre                           | Auteur(s)                                             | Chanteur(s)                   | Disponibilité                              |
| -- | ------------------------------- | ----------------------------------------------------- | ----------------------------- | ------------------------------------------ |
| 1  | Like Dreamers Do *              | John Lennon, Paul McCartney                           | Paul McCartney                | Anthology 1                                |
| 2  | Money (That's What I Want)      | Berry Gordy, Janie Bradford (en)                      | John Lennon                   | With the Beatles                           |
| 3  | Till There Was You              | Meredith Willson                                      | Paul McCartney                | With the Beatles                           |
| 4  | The Sheik of Araby *            | Harry B. Smith (en), Francis Wheeler (en), Ted Snyder | George Harrison               | Anthology 1                                |
| 5  | To Know Her Is to Love Her      | Phil Spector                                          | John Lennon                   | Live at the BBC                            |
| 6  | Take Good Care of My Baby (en)  | Gerry Goffin, Carole King                             | George Harrison               | Inédit                                     |
| 7  | Memphis, Tennessee              | Chuck Berry                                           | John Lennon                   | Live at the BBC / Live at the BBC - Vol. 2 |
| 8  | Sure to Fall (in Love with You) | Carl Perkins, William Cantrell, Quinton Claunch (en)  | Paul McCartney                | Live at the BBC / Live at the BBC - Vol. 2 |
| 9  | Hello Little Girl *             | Lennon/McCartney                                      | John Lennon et Paul McCartney | Anthology 1                                |
| 10 | Three Cool Cats *               | Jerry Leiber et Mike Stoller                          | George Harrison               | Anthology 1                                |
| 11 | Crying, Waiting, Hoping         | Buddy Holly                                           | George Harrison               | Live at the BBC                            |
| 12 | Love of the Loved               | Lennon/McCartney                                      | Paul McCartney                | Inédit                                     |
| 13 | September in the Rain (en)      | Harry Warren, Al Dubin                                | Paul McCartney                | Inédit                                     |
| 14 | Bésame mucho                    | Consuelo Velázquez, Sunny Skylar (en)                 | Paul McCartney                | Anthology 1                                |
| 15 | Searchin' *                     | Jerry Leiber et Mike Stoller                          | Paul McCartney                | Anthology 1                                |

### Publications ultérieures
Même si cette collection n'a jamais été publiée dans son intégralité par le groupe, cinq titres issus de ces enregistrements ont finalement été placés sur l’album Anthology 1 publié en 1995. Un autre enregistrement studio de Bésame mucho, chez EMI cette fois, est aussi inclus dans cette compilation. Six autres de ces chansons, enregistrées dans les studios de la BBC, se retrouvent sur les disques Live at the BBC de 1994 et On Air - Live at the BBC Volume 2 de 2013 dont Money et Till There Was You qui ont aussi été réenregistrées par les Beatles chez EMI en 1963 pour leur album With the Beatles. Seules les reprises Take Good Care of My Baby (en) et September in the Rain (en) et la composition originale Love of the Loved n'ont pas encore été publiées de façon officielle par Apple Records. Tous ces enregistrements circulent encore aujourd'hui sous forme de fichiers MP3 sur Internet.
En raison du statut légal de ces titres (enregistrés alors que les Beatles n’ont pas encore signé avec EMI), les bandes ont surtout servi à alimenter le répertoire des disques pirates des années 1970 à 1990. En effet, les actions judiciaires intentées par la firme Apple ont de toute façon toujours repoussé ces enregistrements dans le monde du disque illicite. En 1976, quatorze des quinze titres paraissent sous la forme d’une série de sept 45 tours fabriqués en vinyle coloré sur un label nommé Deccagone (cette forme d’édition entraînant l’omission du titre Take Good Care of My Baby), puis à partir de 1979 de 33 tours souvent nommés The Decca Tapes et réunissant les quinze chansons. Il en existe une version picture-disc. Un album reprenant ces morceaux, intitulé - inexactement, puisque le groupe avait déjà abandonné cette appellation lors de l'enregistrement - The Silver Beatles fut publié en 1982, mais ne rencontra pas le succès au point d'apparaître dans les hit-parades.
Nombre d’entre ces titres sont également présents sur le disque non-officiel Live! at the Star-Club in Hamburg, Germany; 1962, tiré d'un enregistrement amateur. Un extrait de Bésame mucho est entendu dans le film Let It Be mais elle n'est pas reprise sur le disque du même nom.

### Reprises
Trois titres de cette audition, écrites mais jamais réenregistrées par les Beatles, ont été publiés par leur maison d'édition Northern Songs, créé par Dick James et Brian Epstein en 1963, afin d’éditer des chansons originales de John Lennon et Paul McCartney. Il s’agit de Love of the Loved, Hello Little Girl (enregistrées en 1963 par Cilla Black et The Fourmost, respectivement) et Like Dreamers Do (enregistrée par The Applejacks l'année suivante). Ces enregistrements ont été publiés en 45 tours à l'époque et commercialisés sur l'album compilation The Songs Lennon and McCartney Gave Away en 1979.

## Personnel

### Interprètes
- John Lennon : guitare rythmique, chant
- Paul McCartney : basse, chant
- George Harrison : guitare solo, chant
- Pete Best : batterie

### Production
- Producteur : Mike Smith
- Ingénieur du son : Mike Savage